# 内山裕崇
内山 裕崇（うちやま ひろたか、1980年3月19日 - ）は、日本の、実業家。東京都武蔵野市出身。個別指導専門塾「さくら学習院」の塾長、運営母体である株式会社ユニヴェルシータの代表取締役。

## 略歴
1980年、東京都武蔵野市生まれ。成蹊大学法学部卒業。
大学生時代から塾講師として教壇に立ち、卒業後はプロの現代文の予備校講師として勤務。
2007年に講師として成長するために教壇を離れ、全く経験したことのない飲食業へ転職をし、六本木の高級レストランにて勤務。
教育の世界に復帰後は、大学受験予備校だけでなく、資格試験予備校や大学、自衛隊と講義の場を広げる。
2010年に株式会社ユニヴェルシータ設立。地域密着の個別指導専門塾『さくら学習院』を立ち上げる。
2021年より顧客から要望があったオンラインで総合型選抜対策ができる『ニッコマ』も立ち上げる。

## 著書
- 勉強しない中学生も必ず変わります（2014年8月、カナリアコミュニケーションズ、ISBN  978-4778202774）

## TV番組
- カクガリ君!～確率をガリガリ勉強して幸せになろう （2015年8月、TBS）